# The Statesman

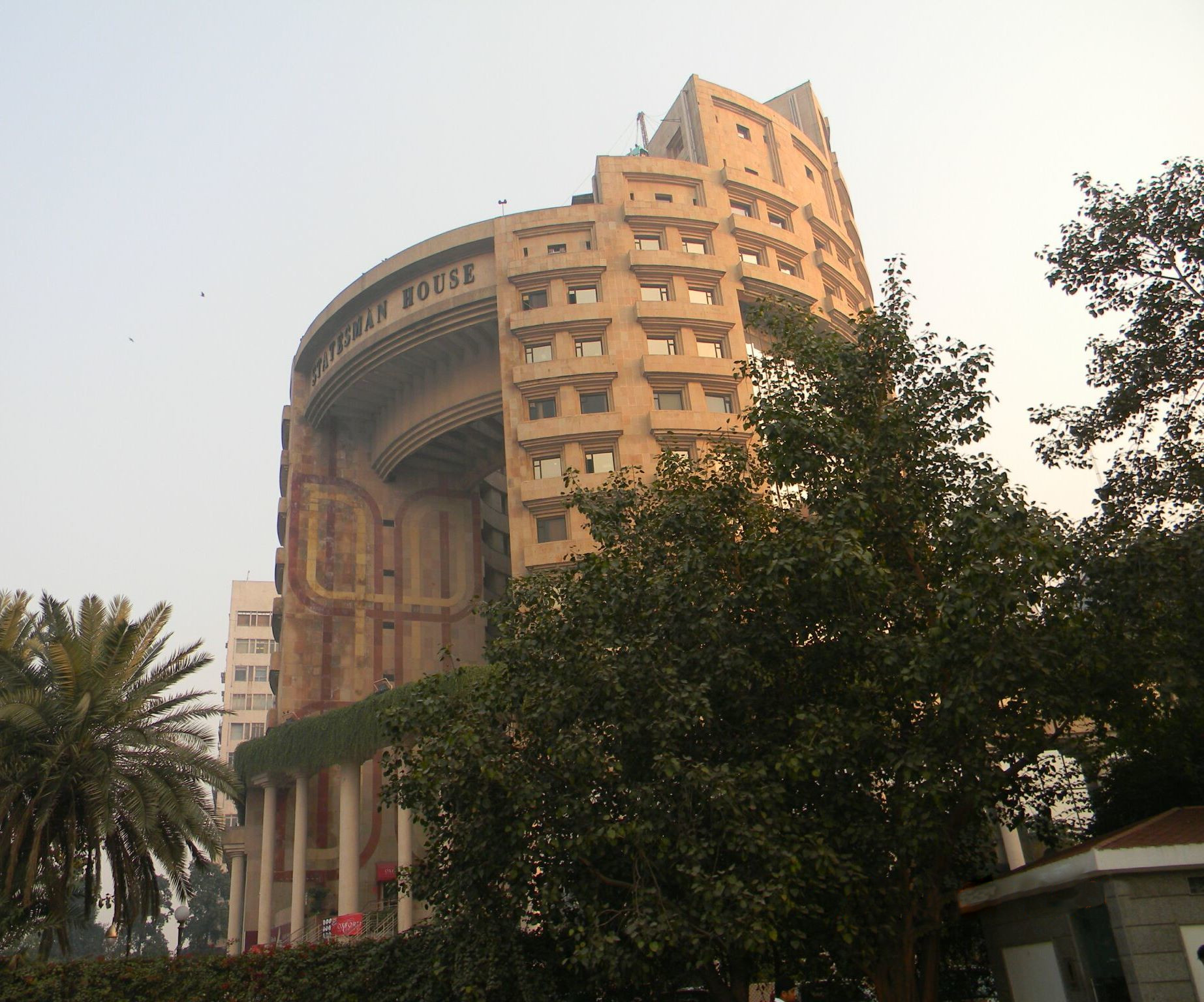
Statesman House in New Delhi, waar de nationale redactie van The Statesman is gevestigd.

The Statesman is een Engelstalige krant in India. Het broadsheet-dagblad is met een oplage van 180.000 exemplaren (op zondag 230.000) een van de grotere Engelstalige kranten in West-Bengalen. De krant komt uit in verschillende edities: Kolkata, New Delhi, Siliguri en Bhubaneshwar. Het hoofdkantoor is gevestigd in Kolkata. De hoofdredacteur is Ravindra Kumar (2012). Het dagblad is eigendom van Nachiketa Publications Ltd. en wordt uitgegeven door The Statesman Ltd., die ook met een ander dagblad komt: Dainik Statesman. The Statesman is mede-oprichter en lid van Asia News Network.
De krant is voortgekomen uit twee kranten in het toenmalige Calcutta (thans Kolkata): The Friend of India, opgericht in 1818, en The Englishman, opgericht in 1821 . Hieruit ontstond in 1875 the Statesman. Tijdens de Britse overheersing werd het blad geleid door Britten, maar na de onafhankelijkheid namen Indiërs de leiding over. De eerste hoofdredacteur was Pran Chopra.
De krant was ooit het meestgelezen dagblad in West-bengalen, maar heeft nu terrein verloren aan de concurrenten The Telegraph, The Times of India en Hindustan Times.